# Taveta
Taveta – miasto w Kenii, w hrabstwie Taita-Taveta. W 2019 liczyło 22 tys. mieszkańców. Położone 2 km od granicy z Tanzanią u podnóża góry Kilimandżaro. 